# Торренова
Торрено́ва (итал. Torrenova, сиц. Turrinova) — коммуна в Италии, располагается в регионе Сицилия, подчиняется административному центру Мессина.
Население составляет 3691 человек, плотность населения составляет 284.36 чел./км². Занимает площадь 12,98 км². Почтовый индекс — 98070. Телефонный код — 0941.
Покровительницей коммуны почитается Пресвятая Богородица, празднование 15 сентября.